# Царска печурка
Царската печурка, наричана също кралска печурка или гигантска печурка (Agaricus augustus), е вид ядлива базидиева гъба от семейство Печуркови (Agaricaceae).

## Описание
Шапката достига 22 cm в диаметър. Формата ѝ първоначално е полукълбовидна, а по-късно става разперена до почти плоска. Покрита е с охрено-кафяви или златисти люспици. Ръбът първоначално е подвит навътре, а след това се изправя. Пънчето е цилиндрично, леко удебелено в долната си част и дълбоко вкоренено в почвата. В горната си част има висящо ципесто пръстенче, чиято горна повърхност е слабо набраздена. При нараняване пожълтява. Достига височина 20 cm. Споровият прашец е черно-кафяв. Месото е плътно, бяло, с характерен мирис на бадем. В основата на пънчето е розово. Има добри вкусови качества.

## Местообитание
Среща се по планините във вътрешността на иглолистни и по-рядко широколистни гори и покрай горски пътеки и пътища, често на групи. Расте от средата на лятото до есента.